# Шевченково (Березовский район)
Шевченково (укр. Шевченкове) — село, относится к Березовскому району Одесской области Украины.
Население по переписи 2001 года составляло 580 человек. Почтовый индекс — 67331. Телефонный код — 4856. Занимает площадь 1,241 км². Код КОАТУУ — 5121285801.

## Местный совет
67331, Одесская обл., Березовский р-н, с. Шевченково, ул. Маркевича, 1